# Johann Andreas Silbermann

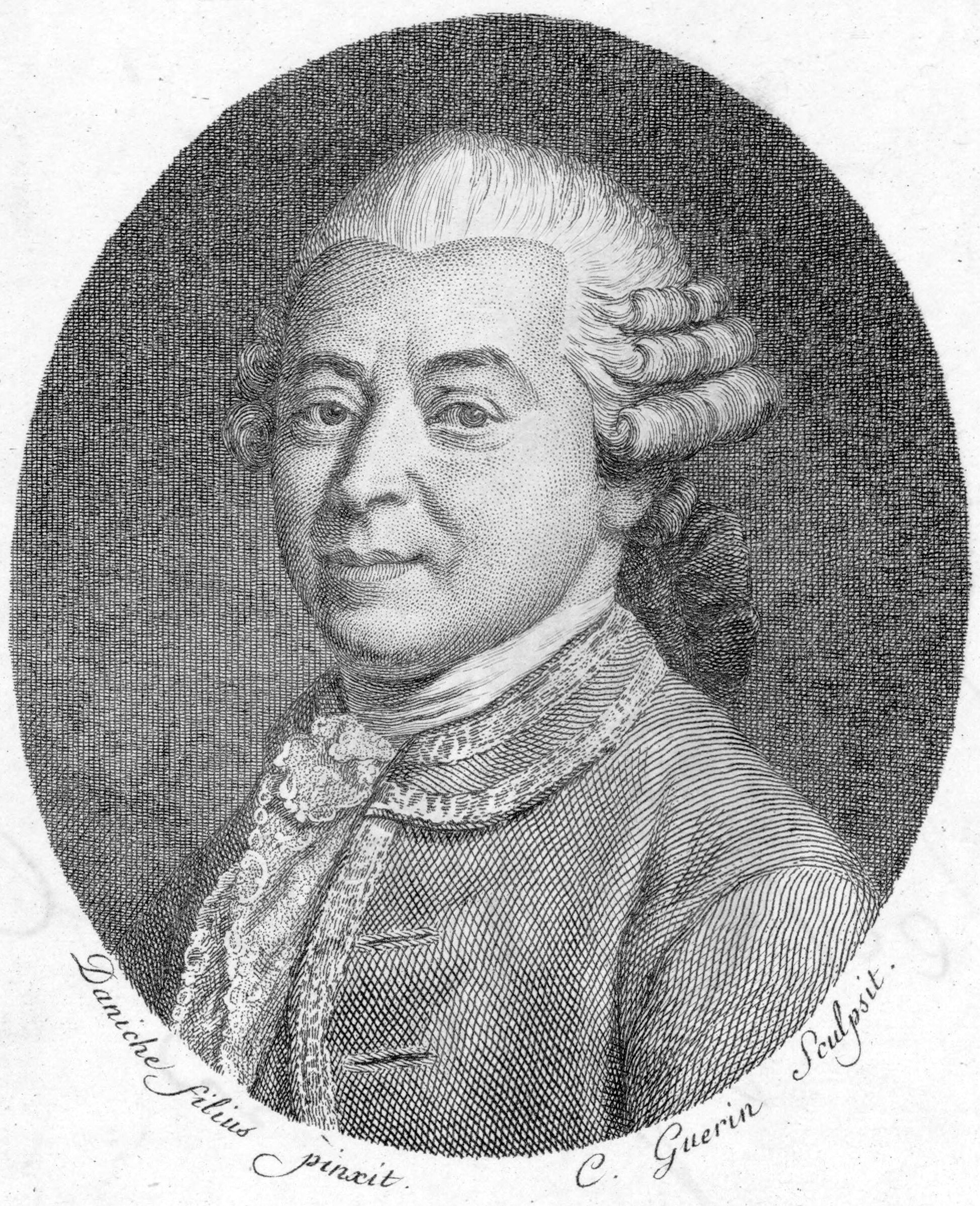
Johann Andreas Silbermann, Stich von Christophe Guérin, um 1780

Johann Andreas Silbermann (* 26. Juni 1712 in Straßburg; † 11. Februar 1783 ebenda) war ein elsässischer Orgelbauer.

## Leben
Johann Andreas Silbermann war der Sohn des elsässischen, aus Sachsen stammenden Orgelbaumeisters Andreas Silbermann und der Neffe von Gottfried Silbermann, der in Sachsen ebenfalls mit Erfolg Orgeln baute. Die Orgelbaumeister Johann Daniel Silbermann und Johann Heinrich Silbermann waren seine Brüder.
Als am 16. März 1734 sein Vater starb, setzte Silbermann mit Einwilligung der Stadt das Werk seines Vaters fort und wurde sein Nachfolger.
Von Johann Andreas Silbermann stammen ungefähr 40 Orgeln in Arlesheim, Colmar, Straßburg, Molsheim, Gries usw. 1775 publizierte er eine Geschichte der Stadt Strassburg.
Im Alter von 71 Jahren starb Johann Andreas Silbermann in Straßburg. Sein Sohn Josias, ebenfalls Orgelbauer, verstarb drei Jahre nach ihm (1786).

## Silbermanns handschriftlicher Nachlass
Von Johann Andreas Silbermann ist in Dresden und Straßburg ein umfangreicher handschriftlicher Nachlass erhalten geblieben, der inzwischen zum großen Teil veröffentlicht wurde. Seine Aufzeichnungen entstanden zum privaten Gebrauch und enthalten teilweise Notizen, die in Geheimschrift verfasst wurden.

„[Silbermann] begegnet […] uns als Meister seines Faches […] Gleichzeitig schildert er mit Sorgfalt und in sehr humorvoller Weise ganz alltägliche Erlebnisse und Begegnungen. So entsteht für uns ein historisches Bild, vor dessen Hintergrund wir den Orgelbauer Johann Andreas Silbermann als Mensch erleben.“

.

### Silbermann-Archiv
Das seit 2020 in Dresden verwahrte sogenannte Silbermann-Archiv besteht aus fünf Bänden:
1. Elsassische Orgeln
2. Auswaertige Orgeln
3. Von Orgelmachern
4. Orgeln von A. Silbermann
5. Einrichtung der Orgeln

Außerdem enthält es einen kleinen Zusatzband und fliegende Blätter.
Silbermann begann seine Aufzeichnungen bereits mit fünfzehn Jahren und korrigierte oder ergänzte den Text oft nachträglich. Nach jahrelanger mühevoller Kleinarbeit wurde das Silbermann-Archiv 1994 von Marc Schaefer veröffentlicht. Es wurde digitalisiert und ist auf der Webseite der Sächsischen Staatsbibliothek abrufbar.

### Straßburger Tagebuch
Johann Andreas Silbermann beschreibt in dieser Handschrift sowohl die Orgeln seines Vaters Andreas als auch viele seiner eigenen. Die Aufzeichnungen wurden von Johann Josias Silbermann u. a. um viele Dispositionen ergänzt.
Das Straßburger Tagebuch wurde von Marc Schaefer zusammen mit dem Silbermann-Archiv 1994 veröffentlicht.

### Reisetagebuch von 1741
Von Februar bis Juni 1741 unternahm Johann Andreas Silbermann eine Reise nach Sachsen, um die Heimat seiner Familie kennenzulernen. Die Route führte u. a. über Gotha, Leipzig, Dresden, Freiberg, Zittau, Berlin und Magdeburg. In Zittau besuchte er seinen Onkel Gottfried Silbermann, der dort gerade in der Johanniskirche eine Orgel baute. Obwohl er Leipzig besuchte, traf er nicht mit Johann Sebastian Bach zusammen, möglicherweise, weil dieser (während der Passionszeit) gerade nicht in der Stadt war.
Über seine Reise führte er ein ausführliches Tagebuch, das neben den Notizen auch eigenhändige Skizzen, erworbene Kupferstiche und Zeitungsausschnitte beinhaltet. Es enthält detailreiche Reisebeschreibungen und vergegenwärtigt die musikalische Welt des 18. Jahrhunderts. Das knapp 300 Seiten umfassende Tagebuch ist erhalten und wurde 2014 von der Sächsischen Staatsbibliothek beim Londoner Auktionshaus Sotheby’s für 140.000 Euro ersteigert. Das Werk wurde zwischenzeitlich digitalisiert und ist auf der Webseite der Sächsischen Staatsbibliothek abrufbar. Es soll auch als Buch erscheinen.

## Werke
Von den 57 Orgeln, die die Werkstatt von Johann Andreas Silbermann verlassen haben, ist keine einzige unverändert geblieben. Zu den am besten erhaltenen zählen die Instrumente in
Saint-Quirin (Gehäuse, Manualwindladen, Spieltraktur der Manuale, Registerbeschriftung, 75 % des Pfeifenwerks),
Wasselonne (Gehäuse, Windladen, Teile der Spieltraktur, 75 % des Pfeifenwerks),
Hessenheim (Gehäuse, Windladen, Teile der Spieltraktur, mehr als 70 % des Pfeifenwerks),
Soultz (Gehäuse, Prospektpfeifen, Windladen außer Echo, 70 % des Pfeifenwerks),
Ettenheimmünster (Gehäuse, Prospektpfeifen, Manualladen, 70 % des Pfeifenwerks), und
Gries (Gehäuse, Manuallade, Teile der Spieltraktur, 70 % des Pfeifenwerks).
Kursivschrift zeigt in der Werkliste an, dass die Orgel nicht mehr erhalten oder nur der Prospekt erhalten ist.
| Jahr | Ort                                     | Kirche                               | Bild | Manuale | Register | Bemerkungen |
| ---- | --------------------------------------- | ------------------------------------ | ---- | ------- | -------- | --- |
| 1736 | Muhlbach-sur-Munster                    | Simultankirche                       |      | I/P     | 10       | 1915 zerstört. |
| 1737 | Straßburg                               | St. Thomas Chororgel                 |      | I       | 6        | [ 20 ] |
| 1737 | Barr, heute in Ottrott                  | Odilienkapelle auf dem Odilienberg   |      | I       | 4        | Das Instrument wurde zunächst als Provisorium in die damalige Simultankirche von Barr geliefert. Die Holzpfeifen von Silbermann sind erhalten geblieben. |
| 1738 | Colmar, heute in Eschentzwiller         | Sts-Pierre-et-Paul                   |      | III/P   | 20       | Die Orgel stand ursprünglich im Dominikanerinnenkloster Unterlinden in Colmar. Das Positiv wurde 1743 ergänzt. 1793 wurde das Instrument nach Eschentzwiller transferiert. Nach mehreren Umbauten erfolgte 2016 eine Rückführung in den Originalzustand durch Quentin Blumenroeder. 8 Register sind von Silbermann erhalten geblieben. Unter Denkmalschutz. |
| 1739 | Barr, heute in Saint-Pierre             | St-Arbogast                          |      | I/P     | 13       | Ursprünglich für die damalige Simultankirche in Barr erbaut und 1852 nach Saint-Pierre transferiert. 1961 Neubau durch Alfred Kern, dabei Wiederverwendung weniger Pfeifen von Silbermann und des veränderten Gehäuses. |
| 1739 | Stift Marbach, heute in Saint-Hippolyte | Kirche Saint-Hippolyte               |      | III/P   | 23       | Die Orgel wurde ursprünglich für das Stift Marbach bei Obermorschwihr gebaut und im Jahre 1791 in der Kirche Saint-Hippolyte installiert. Das Werk wurde 1908 durch einen Neubau ersetzt, das Gehäuse ist erhalten. |
| 1741 | Straßburg                               | St. Thomas                           |      | III/P   | 32       | Nach kleineren Eingriffen im 19. Jahrhundert wurde die Orgel 1908 durch Dalstein-Haerpfer auf moderne Stimmtonhöhe gebracht und gründlich umintoniert. 1927/1938 wurde sie von Schwenkedel pneumatisiert. Bei der Restaurierung 1979 durch Alfred Kern wurde das Echowerk von 25 auf 49 Töne erweitert und erhielt sechs zusätzliche Register. 21 Register von Silbermann sind erhalten. Denkmalgeschützt (Monument historique) |
| 1742 | Ensisheim                               | St-Martin                            |      | III/P   | 28       | 1854 untergegangen. |
| 1743 | Straßburg                               | Allerheiligenkloster                 |      | II/P    | 12       | 1792 nach Herbsheim transferiert und dort 1917 zerstört. |
| 1745 | Guebwiller, heute in Wasselonne         | Protestantische Kirche Saint-Laurent |      | III/P   | 27       | Das Instrument wurde für das Dominikanerkloster in Guebwiller erbaut und 1791 nach Wasselonne transferiert. 1849 erfolgten Veränderungen durch Stiehr und Mockers, 1941 die Umstimmung auf moderne Stimmtonhöhe und die Pneumatisierung des Pedalwerks durch Ernest Mühleisen. 1992 von Gaston Kern restauriert. 22 Register von Silbermann sind erhalten. Denkmalgeschützt (Monument historique). |
| 1746 | Saint-Quirin                            | Prioratskirche St-Quirin             |      | II/P    | 15       | 1904 tauschte Franz Staudt zwei Register aus und brachte die Orgel auf modernen Stimmton. Fritz Haerpfer ergänzte 1942 den Bass des Echowerks und errichtete ein neues, pneumatisches Pedal. 1969 wurde das Instrument von Alfred Kern restauriert. 11 Register, die beiden Manualwindladen, das Gehäuse und die originalen Registerschilder sind von Silbermann erhalten geblieben. |
| 1746 | Bischoffsheim                           | Ste-Aurélie                          |      | I       | 8        | 1849 verschollen. |
| 1746 | Guémar, heute in Griesheim-sur-Souffel  | St-Pancrace                          |      | II/P    | 13       | Die Orgel wurde ursprünglich für die Kirche St. Leodegar (Saint-Léger) in Guémar erbaut und befindet sich seit 1843 in Griesheim-sur-Souffel. Sie wurde mehrfach umgebaut und 1966 von Alfred Kern mit einem Manual und 12 Registern rekonstruiert. 5 Register und das Gehäuse von Silbermann sind erhalten. Denkmalgeschützt (Monument historique). |
| 1747 | Saint-Jean-Saverne                      | St. Jean Baptiste                    |      | II/P    | 15       | Die Orgel wurde ab 1851 und insbesondere 1903–1904 im damals zeitgenössischen Geschmack um- und zeitweilig ganz ausgebaut. 2007–2009 erfolgte ein Neubau durch Richard Dott, der sich an der Silbermann-Klangkultur orientiert und zahlreich Silbermann-Pfeifen verwendet. Gehäuse seit 1969 denkmalgeschützt. |
| 1747 | Balbronn                                | Temple protestant                    |      | I       | 8        | Original erhaltenes Gehäuse, seit 1989 denkmalgeschützt, in dem sich noch Pfeifen aus einem Vorgängerinstrument aus dem 17. Jahrhundert befinden. Von Silbermanns Orgelpfeifen sind noch eine oder zwei vorhanden. Das Instrument wurde 1908 grundlegend umgestaltet und 1928 sowie 1960 renoviert. |
| 1749 | Straßburg                               | Temple Neuf                          |      | III/P   | 45       | Die zweitgrößte von Johann Andreas Silbermann erbaute Orgel wurde 1870 mitsamt der Kirche durch preußisches Artilleriefeuer vernichtet. |
| 1750 | Soultz-Haut-Rhin                        | St-Maurice                           |      | III/P   | 29       | Nach kleineren Veränderungen wurde das Instrument 1925 pneumatisiert. In den 1960er Jahren wurde von Curt Schwenkedel die Originaldisposition wiederhergestellt. 20 Register sind erhalten. Mitteltönige Stimmung. Denkmalgeschützt (Monument historique) |
| 1750 | Sélestat, heute in Sundhouse            | Protestantische Kirche               |      | III/P   | 20       | Silbermann lieferte diese Orgel für das Dominikanerinnenkloster Sylo in und ergänzte 1751 das Positiv. 1793 wurde sie nach Sundhouse transferiert. 1911 wurde sie durch einen Neubau ersetzt. Gehäuse denkmalgeschützt |
| 1751 | Sélestat                                | Franziskanerkloster                  |      | II/P    | 16       | Das Instrument wurde 1800 nach Stotzheim transferiert und 1904 durch einen Neubau von Rinckenbach ersetzt. |
| 1751 | Muttersholtz                            | Protestantische Kirche               |      | I/P     | 10       | 1905 durch einen Neubau von Rinckenbach ersetzt. |
| 1751 | Kaysersberg                             | Kloster Alspach                      |      | II/P    | 12       | 1792 nach Katzenthal transferiert und dort 1945 mitsamt der Kirche zerstört. |
| 1752 | Villingen                               | Benediktinerkirche                   |      | III/P   | 29       | Das Echowerk wurde 1758/59 eingefügt. 1944 zerstört, 2002 mit neuem Gehäuse, Windladen und Pfeifenwerk von Gaston Kern rekonstruiert. |
| 1753 | Baden-Baden, heute in Karlsruhe-Bulach  | St. Cyriakus                         |      | II/P    | 23       | Die für die Stiftskirche in Baden-Baden erbaute Orgel kam nach Bulach und wurde 1904 durch einen Neubau von Voit ersetzt. Das veränderte Gehäuse und ein Register sind erhalten.Foto |
| 1754 | Baden-Baden                             | Stiftskirche, Chororgel              |      | I       | 5        | 1944 zerstört |
| 1754 | Wœrth                                   | Simultankirche                       |      | I/P     | 12       | 1899 durch einen Neubau von Walcker ersetzt. |
| 1755 | Colmar                                  | Martinsmünster                       |      | III/P   | 38       | 1911 durch einen Neubau von Rinckenbach ersetzt. |
| 1755 | Kloster Pairis, heute in Turckheim      | St. Anna                             |      | II      | 18       | Das Pedal war zunächst nur angehängt. Die Orgel stand ursprünglich im Kloster Pairis bei Orbey, wurde 1791 nach Turckheim transferiert, 1839 umgebaut und 1978 bei einem Brand schwer beschädigt. Im 1983 von Alfred Kern im Zustand von 1840 rekonstruierten Instrument sind ein Teil des Hauptwerksgehäuses sowie vier Register von Silbermann erhalten. |
| 1756 | Offendorf (Bas-Rhin)                    | Ste-Brigitte et Sts-Pierre-et-Paul   |      | I/P     | 11       | 1810 durch einen Neubau von Michael Stiehr ersetzt |
| 1758 | Kehl                                    | Evangelische Kirche                  |      | I/P     | 10       | 1796 zerstört. |
| 1758 | Kloster Amtenhausen                     | Klosterkirche                        |      | I       | 11       | Angehängtes Pedal. 1803 nach Neudingen transferiert und dort 1852 bei einem Brand zerstört. |
| 1759 | Scherwiller                             | Sts-Pierre-et-Paul                   |      | I       | 9        | Angehängtes Pedal, 1921 durch einen Neubau von Rinckenbach ersetzt. |
| 1760 | Rosheim, heute in Hessenheim            | St-Laurent                           |      | I       | 11       | Die Orgel wurde ursprünglich für St-Étienne in Rosheim erbaut und durch Joseph Stiehr 1860 in Hessenheim aufgestellt. Sie wurde mehrfach leicht umgebaut, ist aber zum großen Teil erhalten. Denkmalgeschützt (Monument historique) |
| 1760 | Hipsheim                                | St-Georges et St-Ludan               |      | I       | 8        | 1899 durch einen Neubau Rinckenbach im Gehäuse von Silbermann ersetzt. |
| 1761 | Arlesheim                               | Domkirche                            |      | III/P   | 36       | 1888 wurde das Instrument durch Friedrich Weigle umgebaut. 1962 wurden bei der Restaurierung durch Metzler Orgelbau die Manual- und Pedalumfänge erweitert und fünf Pedalregister hinzugefügt. 1998 erfolgte der Einbau einer neuen Keilbalganlage durch Bernhardt Edskes und 2005 eine Reparatur der Windladen durch Gaston Kern. 19 Register von Silbermann sind erhalten. → Orgel |
| 1762 | Straßburg, heute in Soultz-les-Bains    | St-Maurice                           |      | II/P    | 17       | Ursprünglich erbaut für den katholischen Teil von St-Pierre-le-Jeune in Straßburg. 1837 durch Wegmann und 1848 durch Stiehr und Mockers auf 21 Register erweitert und 1865 nach Soultz-les-Bains transferiert. 2006 erfolgte eine Restaurierung in den Zustand von 1848 durch Daniel Kern in der ehemaligen Werkstatt von Gaston Kern. |
| 1763 | Straßburg                               | St. Johann                           |      | III/P   | 30       | Die Orgel wurde 1796 nach Mannheim an die Konkordienkirche verkauft und verbrannte dort nach einem Bombenangriff 1943. |
| 1765 | Wissembourg                             | St-Michel                            |      | I/P     | 12       | Während den Revolutionswirren 1793 zerstört. |
| 1765 | Châtenois                               | St-Georges                           |      | II/P    | 19       | Im Laufe der Zeit erfolgten mehrere kleine Umbauten. 1973 wurde das Instrument von Alfred Kern restauriert. Dabei wurde das Echowerk um zwei Oktaven im Bass ergänzt. 11 Register, das Gehäuse und die Hauptwerks- und Pedalwindladen von Silbermann sind erhalten. Denkmalgeschützt (Monument historique). |
| 1766 | Mülhausen                               | St-Jean                              |      | III/P   | 31       | Das Instrument wurde ursprünglich für die reformierte Kirche St-Étienne in Mülhausen erbaut und 1858 abgebaut. 1867 wurde es in St-Jean aufgestellt, wo es 1886 einem Neubau von Dalstein-Haerpfer weichen musste. Eine einzige Silbermannsche Pfeife blieb erhalten. Der Neubau von 1972 durch Alfred Kern & fils orientiert sich am Instrument von 1766. Gehäuse denkmalgeschützt |
| 1767 | Gambsheim                               | Sts-Nazaire-et-Celse                 |      | II/P    | 18       | 1864 durch einen Neubau von Stiehr und Mockers ersetzt. Das Gehäuse verbrannte 1945 mitsamt der Kirche. |
| 1767 | Basel                                   | Predigerkirche                       |      | II/P    | 24       | 1769 wurde das Positiv ergänzt. 1879 wurde das Instrument vom Lettner auf eine neue Westempore versetzt und von Goll auf mechanischen Kegelladen völlig umgebaut. Es folgten weitere Umbauten 1899 und 1922. 1979 erfolgte eine Rekonstruktion durch Metzler Orgelbau, wobei das Instrument um vier Register erweitert wurde. Neben dem Gehäuse sind noch 82 Pfeifen von Silbermann erhalten. |
| 1768 | Sélestat, bis um 1980 in Colmar         | St. Georg                            |      | III/P   | 34       | Die Orgel stand ursprünglich in der Kirche St. Georg in Schlettstadt. 1840 erfolgte ein Totalumbau mit neuen Windladen durch Joseph Callinet. Vor seiner Aufstellung in der Dominikanerkirche in Colmar, 1899 wurde das Instrument von Rinckenbach erneut umgebaut. Um 1965 erfolgte ein weiterer Umbau durch Schwenkedel. 1976 erhielt das Werk weitere Silbermann-Pfeifen, die beim Neubau der Orgel des Martinsmünsters in Colmar keine Verwendung mehr fanden. Als die Kirche wegen Restaurierungsarbeiten geschlossen wurde, wurde die Orgel um 1980 bei einem elsässischen Orgelbauer zwischengelagert. Beim Abbau der Orgel waren nur die Prospektpfeifen von 1768 erhalten geblieben, darüber hinaus gab es 12 Register von Silbermann aus dem Martinsmünster. Die Kirche ist heute ein Museum. |
| 1769 | Ettenheimmünster                        | St. Landelin                         |      | II/P    | 21       | Die Orgel wurde ursprünglich für das Kloster Ettenheimmünster erbaut und 1804 in die barocke Pfarrkirche des Ortes transferiert. Bei einem Umbau durch Johann Heinrich Schaefer wurden 1872 die beiden Terzen, Sifflet, Cymbel und die Manualzungen gegen romantischere Register ausgetauscht. Die Restaurierung durch Ernest Mühleisen stellte 1964 die Originaldisposition wieder her, das Pedal wurde jedoch um Clairon 4′, eine Pedalkoppel und 12 Töne nach oben erweitert. → Orgel |
| 1770 | Basel                                   | Theodorskirche                       |      | III/P   | 30       | 1916 wurde die Orgel nach Saint-Imier verkauft, 1951 aber wieder nach Basel zurückgekauft und zuerst in der Barfüsserkirche aufgestellt. Seit 1968 stehen das Gehäuse und wenig originales Pfeifenmaterial in der Peterskirche und beherbergt ein Werk von Neidhart & Lhôte. |
| 1770 | Riegel am Kaiserstuhl                   | St. Martin                           |      | I/P     | 14       | Das Instrument wurde 1929 umgebaut und 1936 bei einem Brand zerstört. |
| 1771 | Guebwiller, heute in Walbach            | St-Jacques                           |      | I       | 10       | Die Orgel stand ursprünglich im Dominikanerkloster in Guebwiller. Drei Register konnten ins Pedal transmittiert werden. 1793 wurde sie nach Walbach transferiert. 1840 wurde sie in der neu erbauten Pfarrkirche in Walbach aufgebaut. 1900 erfolgte ein Neubau durch Rinckenbach. 1989–2002 wurde das Gehäuse von Antoine Bois restauriert und ein Neubau in Anlehnung an Silbermann mit zwei Manualen und 20 Registern errichtet. |
| 1772 | Colmar                                  | Katharinenkloster                    |      | III     | 23       | Die Orgel war ohne selbständiges Pedal: Vier Register konnten aus dem Hauptwerk ins Pedal transmittiert werden. 1793 wurde die Orgel nach Altkirch transferiert und musste 1894 einem Neubau von Heinrich Koulen weichen, der Teile des Gehäuses in den neuen Prospekt integrierte.Foto |
| 1774 | St. Blasien                             | Dom St. Blasien                      |      | III/P   | 46       | Nach der Säkularisation kam diese größte Orgel von Johann Andreas Silbermann 1818 in die Stephanskirche Karlsruhe. Bei einem Bombenangriff wurde sie 1944 mit der Kirche zerstört. |
| 1776 | Meißenheim                              | Kirche                               |      | I/P     | 13       | Das Instrument wurde 1894 durch August Merklin auf Kegelladen mit freistehendem Spieltisch umgebaut und 1964 von Ernest Mühleisen restauriert und auf zwei Manuale mit 21 Registern erweitert; acht Register z. T. von Silbermann sind erhalten. |
| 1777 | St. Märgen                              | Mariä Himmelfahrt                    |      | I       | 11       | Vier Register konnten ins Pedal transmittiert werden. 1907 durch Brand der Kirche zerstört |
| 1778 | Bouxwiller                              | Temple protestant                    |      | II/P    | 25       | 1876 erfolgte ein Umbau durch Wetzel, 1913 musste die Orgel einem Neubau von Dalstein-Harpfer weichen. Bei der Rekonstruktion durch Alfred Kern im Jahr 1968 wurde das Pedal um 7 Töne erweitert und erhielt drei zusätzliche Register. 11 Register von Silbermann sind erhalten. Denkmalgeschützt (Monument historique) |
| 1779 | Offenburg                               | Klosterkirche der Franziskaner       |      | II/P    | 17       | Silbermann musste bei seinem Neubau ein älteres Gehäuse wiederverwenden. 1896 wurde die Orgel durch Koulen und erneut um 1938 umgebaut. 1968 erfolgte ein Neubau durch Klais im historischen Gehäuse. 7 Register von Silbermann sind erhalten. |
| 1779 | Blodelsheim                             | St. Blasius (St-Blaise)              |      | I       | 10       | Drei Register konnten ins Pedal transmittiert werden. 1862 erfolgte ein Umbau durch François Antoine Berger, der einige Register änderte und ein eigenständiges Pedal mit vier Registern errichtete. Bei der Restaurierung durch Alfred Kern 1983 wurde im Manual die Originaldisposition wiederhergestellt und die Pedalerweiterungen belassen. Die Manualwindlade und 7 Register von Silbermann sind erhalten. Denkmalgeschützt (Monument historique) |
| 1780 | Straßburg                               | Saint-Pierre-le-Jeune protestant     |      | I/P     | 16       | 1820 ergänzte Conrad Sauer ein Rückpositiv. 1900 wurde die Orgel durch Roethinger auf den Lettner transferiert, erhielt einen zweiten Prospekt in Richtung Chor, wurde farblich gefasst und pneumatisch umgebaut. 1948 erfolgte ein Neubau durch Ernest Muhleisen unter Mitwirkung von Alfred Kern mit 41 Registern auf drei Manualen und Pedal. 1966 tauschte Alfred Kern einige Register aus. Fünf Register und die Hauptwerkswindlade von Silbermann sind erhalten. |
| 1781 | Molsheim                                | St. Georg und Dreifaltigkeit         |      | II/P    | 21       | Franz Xaver Kriess und seine Nachkommen führten ab 1887 sukzessiv Veränderungen an der Orgel durch. 1971 von Alfred Kern rekonstruiert. Die Hauptwerks- und die Pedalwindlade und 11 Register von Silbermann sind erhalten. Denkmalgeschützt (Monument historique) |
| 1781 | Gries                                   | Protestantische Kirche               |      | I/P     | 13       | Im Laufe des 19. Jahrhunderts wurden Terz, Sifflet, Cymbel und die Pedalregister. ausgetauscht. 1967 erfolgte eine Restaurierung durch Alfred Kern, bei der der Pedalumfang auf 27 Töne erweitert wurde. 7 Register, die Manualwindlade, das Gehäuse und sogar die Registerbeschriftung von Silbermann sind erhalten. Denkmalgeschützt (Monument historique) |
| 1783 | Lahr                                    | Evangelische Stiftskirche            |      | II/P    | 27       | Die Orgel wurde erst nach dem Tod von Johann Andreas Silbermann durch dessen Sohn Johann Josias aufgestellt. 1877 wurde sie während Baumaßnahmen in der Kirche in der benachbarten Schule zwischengelagert, die mitsamt der Orgel abbrannte. |

## Schriften
- Local-Geschichte der Stadt Straßburg. Buchdruckerei Jonas Lorenz, Straßburg 1775 (Google Books).
- Beschreibung von Hohenburg oder dem Sanct-Odilienberg, samt umliegender Gegend. Lorenz und Schuler, Straßburg 1781 (Google Books) (slub-dreden.de). Neuauflage besorgt von Adam Walther Strobel, Verlag G. Silbermann, Straßburg 1835 (Google Books).
- Anmerckungen derer Auf meiner Sächsischen Reysse gesehenen Merckwürdigkeiten. Reisetagebuch. 1741. (nbn-resolving.de).
- Marc Schaefer (Hrsg.): Das Silbermann-Archiv. Der handschriftliche Nachlaß des Orgelmachers Johann Andreas Silbermann (1712–1783). Winterthur 1994.